# 1801 na literatura

## Nascimentos
| Data | Nome | Profissão | Nacionalidade | Observações | Ref |
| ---- | ---- | --------- | ------------- | ----------- | --- |

## Mortes
| Data        | Nome               | Profissão           | Nacionalidade    | Observações | Ref |
| ----------- | ------------------ | ------------------- | ---------------- | ----------- | --- |
| 25 de março | Novalis            | escritor e filósofo | Reino da Prússia | n. 1772     |     |
| 11 de abril | Antoine de Rivarol | escritor            | França           | n. 1753     |     |